# Ouanougha
Ouanougha est une commune de la wilaya de M'Sila en Algérie.

## Géographie
La commune de Ouanougha est délimitée:
- au nord, par la commune Ben Daoued wilaya de Bordj Bou Arreridj;
- à l'est, par la commune de Hammam Dhalaa;
- au sud, par les communes de Tarmount et Sidi Hadjeres;
- à l'ouest, par la commune de Beni Ilmane.

|             | Bordj Bou Arreridj      |               |
| Beni Ilmane | Ouanougha               | Hammam Dhalaa |
|             | Tarmount, Sidi Hadjeres |               |

Le climat dominant à Ouanougha est un climat de steppe. Les pluies sont faibles et ce toute l'année. La classification de Köppen-Geiger est de type BSk. Ouanougha affiche une température annuelle moyenne de 14,9 °C. La moyenne des précipitations annuelles atteints 429 mm.
Juillet est le mois le plus sec, avec seulement 7 mm. Avec une moyenne de 55 mm, c'est le mois de novembre qui enregistre le plus haut taux de précipitations.

Concernant la température, Le mois le plus chaud de l'année est celui de juillet avec une température moyenne de 25,6 °C. Avec une température moyenne de 5,9 °C, le mois de janvier est le plus froid de l'année.

## Histoire
{{La commune de Ouanougha (ou Ounougha) est située dans la wilaya de M’Sila, en Algérie. Elle fait partie des communes rurales de cette région semi-aride, caractérisée par un climat steppique et une économie principalement basée sur l’agriculture et l’élevage. Bien que les sources historiques spécifiques à Ouanougha soient limitées, voici une synthèse de son histoire et de son développement, basée sur le contexte régional et les informations disponibles.
1. Origines et Fondation
Contexte géographique et historique : La région de M’Sila, où se trouve Ouanougha, a une histoire riche et ancienne, marquée par la présence de plusieurs civilisations, notamment les Berbères, les Romains et les Arabes. La commune de Ouanougha, comme beaucoup d’autres localités de la région, s’est développée autour des ressources naturelles, notamment l’eau et les terres agricoles.
Nom et signification : Le nom "Ouanougha" (ou "Ounougha") est d’origine berbère, reflétant l’héritage culturel et linguistique de la région. Il pourrait être lié à des termes désignant des caractéristiques géographiques locales, comme une source d’eau ou une vallée.
2. Période Coloniale Française (1830-1962)
Intégration administrative : Pendant la colonisation française, la région de M’Sila a été intégrée dans le système administratif colonial. Les communes rurales, dont Ouanougha, étaient souvent organisées autour de l’exploitation agricole et pastorale.
Impact sur la population : La colonisation a entraîné des changements socio-économiques importants, notamment la réorganisation des terres agricoles et la marginalisation des populations locales. Cependant, Ouanougha est restée une commune rurale, préservant en partie ses traditions et son mode de vie.
3. Après l’Indépendance (1962 à nos jours)
Développement administratif : Après l’indépendance de l’Algérie en 1962, Ouanougha a été officiellement reconnue comme une commune dans le cadre de la réorganisation territoriale du pays. Elle a été intégrée à la wilaya de M’Sila, créée en 1974.
Infrastructures et services publics : Au fil des décennies, la commune a bénéficié de la construction d’infrastructures de base, notamment des écoles, des centres de santé et des réseaux d’adduction d’eau potable. Cependant, comme de nombreuses communes rurales, Ouanougha reste confrontée à des défis en matière de développement et d’accès aux services publics.
Économie locale : L’économie de Ouanougha est principalement basée sur l’agriculture et l’élevage. La commune dispose d’une Surface Agricole Utile (SAU) de 3 640 hectares, dont une petite partie est irriguée. L’élevage ovin et caprin est également une activité importante, avec plus de 11 000 têtes de bétail recensées.
4. Défis et Enjeux Actuels
Gestion des ressources en eau : La commune dépend fortement des forages et du transfert d’eau depuis le barrage de Tilsdit pour son approvisionnement en eau potable. Cette dépendance expose la commune à des risques en cas de sécheresse ou de défaillance des infrastructures.
Développement rural : Comme de nombreuses communes rurales, Ouanougha est confrontée à des défis liés à l’isolement géographique, au manque d’infrastructures modernes et à la migration des jeunes vers les villes.
Préservation des traditions : Malgré les défis, la commune conserve une riche tradition culturelle, notamment dans les domaines de l’artisanat, de la musique et des pratiques agricoles ancestrales.
5. Perspectives d’Avenir
Modernisation des infrastructures : Le développement de nouvelles infrastructures, notamment dans les domaines de l’eau, de l’éducation et de la santé, est essentiel pour améliorer les conditions de vie des habitants.
Développement agricole : La modernisation de l’agriculture, notamment par l’extension des surfaces irriguées et l’adoption de techniques modernes, pourrait renforcer l’économie locale.
Tourisme rural : La commune pourrait exploiter son patrimoine culturel et naturel pour développer des activités touristiques, notamment l’écotourisme et le tourisme rural.}}